# 塞爾吉·巴胡安
塞爾吉·巴胡安·埃斯克盧薩（1971年12月28日—），是一名已退役西班牙職業足球員，司職左後衛，現任西班牙皇家足協甲組聯賽球會巴塞罗那B队的主教練。

## 俱樂部生涯
作為加泰羅尼亞豪門巴塞羅那足球俱樂部的青訓球員，塞爾吉尚未在西甲聯賽出場就被一線隊的主教練約翰·克魯伊夫徵召參加歐洲冠軍聯賽小組賽階段客場對陣加拉塔薩雷的比賽（0-0，1993年11月24日）。從那以後，他成為了邊路主力球員的第一選擇，每賽季聯賽出場不少於31場比賽。
直到1999年，在巴塞羅拿時期，他贏得了三個聯賽冠軍，兩個國王杯冠軍和兩個西班牙超級杯冠軍，外加1997年歐洲優勝者杯和歐洲超級杯冠軍。與另一位青訓畢業生分別為兩個邊後衛位置。
被主教練棄用後，塞爾吉在2002年7月轉會到馬德里競技，在球會他踢了3個賽季（85次聯賽出場不過他得到33張黃牌）。
2009年7月，在從事營銷和管理青少年足球訓練營工作幾年後，塞爾吉回到巴塞羅拿，被任命為巴塞羅拿青年B隊教練。2012年5月22日，執教韦尔瓦足球俱乐部。

## 國家隊生涯
被提拔到巴塞羅拿的主力陣容後，塞爾吉於1994年2月9日在聖克魯斯-德特內里費與波蘭的友誼賽上完成西班牙國家隊首秀。
他接著參加了1994年世界杯，1996年歐洲杯，1998年世界杯和2000年歐洲杯，代表國家總共56次出場。

## 執教生涯
從2009年起，塞爾吉·巴胡安作為主教練執教過巴塞羅那青年隊，以及維爾瓦足球會、馬略卡等西班牙球隊。
2017年11月26日，杭州綠城官方宣佈塞爾吉·巴胡安成為球隊主帥。
2018年3月10日，2018賽季中甲聯賽首輪，杭州綠城2:0戰勝呼和浩特中優取得首場勝利，塞爾吉完成在中國聯賽執教的首秀。
2019年7月3日，杭州綠城宣佈原俱樂部主帥塞爾吉正式下課。綠城本賽季半程過後，綠城6勝6平3負24分排名聯賽第6，落後聯賽首名青島黃海6分。
2021年10月28日，巴塞羅拿官方宣佈，B隊主教練塞爾吉·巴胡安擔任一隊的臨時主帥。

## 外部連結
- 塞爾吉·巴胡安在BDFutbol中的档案
- 塞爾吉·巴胡安球员信息
- 塞爾吉·巴胡安在 National-Football-Teams.com 上的出场纪录
- Spain stats at Eu-Football （页面存档备份，存于）